# Fratura da anca
Uma fratura da anca (português europeu) ou do quadril (português brasileiro) é uma fratura óssea que ocorre na parte superior do fémur. Os sintomas mais comuns são dor na região da anca, que se agravam com o movimento, e encurtamento de uma das pernas. Geralmente a pessoa é incapaz de caminhar.
A causa mais comum são quedas. Entre os fatores de risco estão a osteoporose, o consumo de uma grande quantidade de medicamentos, o consumo de álcool e cancro metastático. O diagnóstico é geralmente confirmado com radiografia. Em alguns casos pode ser complementado com ressonância magnética, TAC, cintigrafia óssea.
O alívio da dor pode ser feito com a administração de opioides ou bloqueio de nervos periféricos. Nos casos em que a saúde da pessoa o permite, geralmente recomenda-se cirurgia no prazo de dois dias. Entre as opções cirúrgicas estão a substituição da anca ou a fixação de parafusos para estabilizar a fratura. Após a cirurgia, é recomendada a administração de medicação para prevenção de tromboses.
As fraturas da anca são mais comuns em pessoas idosas, principalmente em indivíduos com osteoporose. A condição afeta mais mulheres do que homens. Cerca de 15% das mulheres fraturam a anca em algum momento da vida. Em pessoas idosas, o risco de morte no ano seguinte à fratura é de cerca de 20%.